# Carlos Latre Ruiz
Carlos Latre Ruiz (Castelló de la Plana, Plana Alta, 30 de gener de 1979) és un actor còmic i de doblatge valencià. Cursà els seus estudis fins a COU a l'Institut Martí Franquès de Tarragona.

## Carrera professional
Començà com a locutor de la Ser, 40 Principales i Cadena Dial. S'endinsà al món de la televisió el 1999, al programa «Xou com sou» de Televisió de Catalunya, i es va fer molt conegut per les seves imitacions al latenight Crónicas Marcianas a Telecinco de: La Pitonisa Lola, Dinio, Pepe Navarro, Boris Izaguirre, la Duquesa d'Alba, Rosa López, Tamara, Jorge Berrocal, Joaquín Sabina, Jesús Quintero, Carmen Vijande, Toni Genil, Leonardo Dantés, José Manuel Desocupada o la Pantoja de Puerto Rico.
Posteriorment la cadena Tele5 li atorgà un programa, Latrelevisión, que no obtingué èxit d'audiència i, després de la seva cancel·lació, marxà a la cadena Cuatro.
També ha treballat com a actor de doblatge en pel·lícules com Garfield, La increïble però certa història de la Caputxeta Vermella o El llibre de la selva 2.
A l'abril de 2007, acompanyat d'un repartiment amb nou imitadors més, tornà a Telecinco amb el programa Réplica, un espai còmic de paròdies. El programa fou retirat després de tres emissions, que obtingueren una audiència del 14,3%, molt per sota de la mitjana de la cadena, situada en un 19%.
Des de setembre del 2008 participa també al programa Crackòvia, espai satíric que, seguint la fórmula de Polònia (on també treballa), paròdia l'actualitat esportiva.

## Televisió
- 1999: Xou com sou (TV3)
- 2002-2005: Crónicas Marcianas (Tele 5)
- 2003: Latrelevisión (Tele 5)
- 2005-2006: Maracaná (Cuatro)
- 2006: El mundo de Chema
- 2006: Channel nº 4 (Cuatro)
- 2007-2012: Polònia (TV3)
- 2008-2012: Crackòvia (TV3)
- 2008: Réplica (Tele 5)
- 2009: La Tribu (Tele 5)
- 2010: La escobilla nacional (Antena 3)
- 2011- actualitat: Tu cara me suena (Antena 3)
- 2012-2013: Señoras que... (Neox)
- 2012 Especial Nochebuena Canta conmigo (La 1)
- 2012 Especial Nochevieja Hotel 13 estrellas, 12 uvas (La 1)
- 2013 Letris (La 1)
- 2013: Uno de los nuestros (La 1)
- 2013: Me resbala (Antena 3)
- 2014: Tu cara me suena Mini (Antena 3)

## Filmografia
- 2003: El Cid: La leyenda (veu)
- 2003: El oro de Moscú
- 2003: La gran aventura de Mortadel·lo i Filemó (veu de Mortadel·lo)
- 2004: Garfield (Garfield: The Movie) (veu)
- 2005: Torrente 3: El protector
- 2006: Happy Feet (veu de doblatge)